# Fairmount (Dacota do Norte)
Fairmount é uma cidade localizada no estado norte-americano de Dacota do Norte, no Condado de Richland.

## Demografia
Segundo o censo norte-americano de 2000, a sua população era de 406 habitantes.
Em 2006, foi estimada uma população de 377, um decréscimo de 29 (-7.1%).

## Geografia
De acordo com o United States Census Bureau tem uma área de
0,9 km², dos quais 0,9 km² cobertos por terra e 0,0 km² cobertos por água.

## Localidades na vizinhança
O diagrama seguinte representa as localidades num raio de 20 km ao redor de Fairmount.